# Robinsonia praphaea
Robinsonia praphaea là một loài bướm đêm thuộc phân họ Arctiinae, họ Erebidae.